# Villa di Cemil Topuzlu
La Villa di Cemil Topuzlu Pascià o Villa di İpar  (in turco Cemil Topuzlu Paşa Köşkü o İpar Köşkü) è un edificio storico in stile Art Nouveau a tre piani costruito all'inizio del XX secolo nella mahalle di Çiftehavuzlar nel distretto di Kadıköy della parte asiatica di Istanbul, in Turchia.

## Storia
Il palazzo fu costruito dal dottor Cemil Pascià (Topuzlu) nei primi anni del XX secolo su un terreno di 30 acri  con una facciata di 165 metri sul mare ed è quindi noto come “Villa di Cemil Topuzlu”. Si pensa che l'architetto sia Alexandre Vallaury, ma è anche menzionata tra gli edifici dell'architetto Vedat Tek. Si dice che il Gran Visir Gazi Ahmet Muhtar Pascià offrì la carica di Şehremini (sindaco) di Istanbul a Cemal Pascià, che ammirò la villa e ne apprezzò la bellezza.
Cemil Pascià, che fece costruire la villa, la vendette all'industriale Hayri Ipar nel 1931 dopo averci vissuto per 30 anni; dopo questo passaggio di proprietà, la villa divenne nota come "Villa di Ipar".
La villa, che finì spesso nelle cronache a causa delle persone peculiari invitate dalla famiglia İpar, fu venduta all'imprenditore Cevher Özden (anche noto come Banker Kastelli) nel 1980 a seguito di rumorose cause tra gli eredi di Hayri İpar dopo la sua morte. Sebbene Özden avesse dichiarato che il suo scopo nell'acquisto della villa era quello di viverci con la sua famiglia, dal momento che non c'erano permessi urbanistici, nel 1986 il comune rilasciò un permesso di costruzione; i rari alberi del giardino vennero abbattuti e nell'area in cui si trovavano il giardino, la piscina, il campo da tennis e le scuderie vennero costruiti degli edifici residenziali.
La villa, che non fu demolita in quanto manufatto storico, e il suo terreno furono acquistati da Şadan Kalkavan nel 1997.